# Hasi Chaolu
Hasi Chaolu est un réalisateur chinois né en 1966. Il est originaire de Mongolie-Intérieure.
Après des études à l'université, il travaille comme monteur au studio de cinéma de Mongolie. Il devient réalisateur en 2000. Il travaille aussi pour la télévision avec plusieurs séries très populaires.
Son long métrage Le Vieux Barbier tourné en 2006 est en compétition au FICA en 2008.

## Filmographie
- 2007 : Urtin Duu
- 2006 : Le Vieux Barbier
- 2004 : Stirring trip to Motuo
- 2000 : Story of Zhu La
- 2012 : Tangka